# Distrito electoral de Dimick (condado de Stanton, Nebraska)
Dimick (en inglés: Dimick Precinct) es un distrito electoral ubicado en el condado de Stanton en el estado estadounidense de Nebraska. En el Censo de 2010 tenía una población de 115 habitantes y una densidad poblacional de 1,24 personas por km².

## Geografía
Dimick se encuentra ubicado en las coordenadas 41°46′43″N 97°18′6″O / 41.77861, -97.30167. Según la Oficina del Censo de los Estados Unidos, Dimick tiene una superficie total de 93.02 km², de la cual 92.97 km² corresponden a tierra firme y (0.06%) 0.05 km² es agua.

## Demografía
Según el censo de 2010, había 115 personas residiendo en Dimick. La densidad de población era de 1,24 hab./km². De los 115 habitantes, Dimick estaba compuesto por el 99.13% blancos y el 0.87% eran afroamericanos.